# میگوی اوهایو
میگوی اوهایو (نام علمی: Macrobrachium ohione) نام یک گونه از فروراسته کاریدی است.